# حكومة عبد الله النسور الأولى
حكومة عبد الله النسور الأولى هي الحكومة رقم 97 منذ أعلان استقلال إمارة شرق الأردن عام 1921 والرابعة عشر في عهد الملك عبدالله الثاني. أدت الحكومة اليمين الدستورية بتاريخ 11 أكتوبر 2012 . واستمرت في عملها حتى 30 مارس 2013 وضمت 21 وزيرا بما فيهم الرئيس.

## كتاب التكليف
عهد الملك عبد الله الثاني إلى عبدالله النسور بتشكيل الحكومة خلفا لحكومة فايز الطراونة التي قدمت استقالتها في 10 أكتوبر 2012 بعد حل مجلس النواب كما ينص الدستور. تسلم عبدالله النسور كتاب التكليف السامي في 10 تشرين الأول/أكتوبر 2012، وقد تناول هذا الكتاب جملة من القضايا المحلية والتحديات التي تواجه المملكة على الصعيد الاقتصادي والعالمي.
وقد دعا الملك عبد الله الثاني في كتاب التكليف لرئيس الوزراء إلى الإسراع في تنفيذ نهج إصلاحي يشمل مؤسسات الدولة كافة، وإلى زيادة مشاركة الشعب في صنع القرار عن طريق تعزيز التعاون مع الهيئة المستقلة للانتخاب ودعمها للوصول إلى انتخاب مجلس نيابي يعبر عن الإرادة الحقيقية للشعب وتطلعاته.
كما أكد الملك عبد الله الثاني على ضرورة احترام الحكومة لحق المواطن في التعبير عن الرأي والتظاهر السلمي، ووجوب احترام اختلاف الرأي وتنوعه، دون التهاون في حفظ أمن الوطن والمواطن وفرض سيادة القانون. وتطرق الملك أيضا في كتاب التكليف إلى ضرورة تطوير الجهاز القضائي ودعمه، لتحقيق العدالة والمساواة وسيادة القانون بين الجميع، وتحسين أداء مرافق الجهاز وأجهزته، وتسريع إجراءات التقاضي.
ووجه الملك الحكومة إلى العمل بجدية لإطلاق منظومة متكاملة لضوابط العمل العام، تتضمن هذه المنظومة آليات محددة للتعيين والترفيع وخاصة في المناصب العليا، وتعزيز مبادئ الشفافية والعدالة وتكافؤ الفرص بين المواطنين ومحاربة ظاهرة الواسطة والمحسوبية.
أما على صعيد السياسة الخارجية فقد وجه الملك رئيس الوزراء بالاستمرار في توفير كافة أشكال الدعم للاجئين السوريين في الأردن ضمن الإمكانات المتاحة، وتكثيف الاتصال مع المنظمات الدولية المختصة والمجتمع الدولي من أجل توفير الدعم المادي والإغاثي اللازمين لتحسين مستوى الخدمات والرعاية المقدمة للاجئين السوريين.
كما أكد الملك على موقف الأردن الثابت من دعم القضية الفلسطينية، ووجه الحكومة للاستمرار في تقديم الدعم للفلسطينيين حتى يقيموا دولتهم المستقلة على ترابهم الوطني وعاصمتها القدس الشريف، والتأكيد على دور الأردن التاريخي في الحفاظ على المقدسات الإسلامية والمسيحية في القدس، بالإضافة إلى تعزيز دور الأردن في مجال رعاية حوار الأديان.

## تشكيل الحكومة
كانت حكومة عبدالله النسور أقل في عدد الوزراء مقارنة بحكومة فايز الطروانة التي ضمت 30 وزيرا بما فيهم الرئيس. تكونت الحكومة الجديدة من 20 وزيرا (عدا رئيس الوزراء) ، كان 16 وزيرا منهم من حكومة فايز الطروانة السابقة، و 4 وزراء جدد انضموا إلى الفريق الحكومي وهم:(عوض خليفات ،حاتم الحلواني، بسام حدادين، ونضال قطامين). شهدت هذه الحكومة أيضا دمج 7 وزارات والغاء منصب «وزير دولة لشؤون المرأة»، واحتفظ أغلب الوزراء بحقائبهم الوزارية باستثناء غالب الزعبي الذي كان وزيرا للداخلية في حكومة فايز الطروانة واصبح وزيرا للعدل في حكومة عبدالله النسور، ونوفان العجارمة الذي كان وزيرا للتنمية السياسية وأصبح وزير دولة لشؤون رئاسة الوزراء.
|    | حكومة فايز الطراونة الثانية (المستقيلة)    | حكومة فايز الطراونة الثانية (المستقيلة) | حكومة عبد الله النسور                                        | حكومة عبد الله النسور |
|    | الوزارة                                    | الوزير                                  | الوزارة                                                      | الوزير                |
| -- | ------------------------------------------ | --------------------------------------- | ------------------------------------------------------------ | --------------------- |
| 1  | رئيس مجلس الوزراء وزير الدفاع              | فايز الطروانة                           | رئيس مجلس الوزراء وزير الدفاع                                | عبدالله النسور        |
| 2  | وزارة الداخلية                             | غالب الزعبـي                            | وزارة الداخلية                                               | عوض خليفات            |
| 3  | وزارة الأوقاف والشؤون والمقدسات الإسلاميـة | عبد السلام العبادي                      | وزارة الأوقاف والشؤون والمقدسات الإسلاميـة                   | عبد السلام العبادي    |
| 4  | وزارة الماليـة                             | سليمان الحافـظ                          | وزارة المالية                                                | سليمان الحافظ         |
| 5  | وزارة الخارجية                             | ناصر جودة                               | وزارة الخارجية                                               | ناصر جودة             |
| 6  | وزارة الصناعة والتجارة                     | شبيب عماري                              | وزارة الصناعة والتجارة ووزارة الاتصالات وتكنولوجيا المعلومات | حاتم الحلواني         |
| 7  | وزارة الاتصالات وتكنولوجيا المعلومات       | عاطف التـل                              | وزارة الصناعة والتجارة ووزارة الاتصالات وتكنولوجيا المعلومات | حاتم الحلواني         |
| 8  | وزارة الطاقة والثروة المعدنية              | علاء البطاينة                           | وزارة الطاقة والثروة المعدنية ووزارة النقـل                  | علاء البطاينة         |
| 9  | وزارة النقـل                               | هاشم المساعيـد                          | وزارة الطاقة والثروة المعدنية ووزارة النقـل                  | علاء البطاينة         |
| 10 | وزارة العدل                                | خليفة خالد السليمان                     | وزارة العدل                                                  | غالب الزعبي           |
| 11 | وزارة التخطيط والتعاون الدولي              | جعفر حسان                               | وزارة التخطيط والتعاون الدولي                                | جعفر حسان             |
| 12 | وزارة التعليم العالي والبحث العلمي         | وجيه عويس                               | وزارة التعليم العالي والبحث العلمي ووزارة التربية والتعليم   | وجيه عويس             |
| 13 | وزارة التربية والتعليم                     | فايز السعودي                            | وزارة التعليم العالي والبحث العلمي ووزارة التربية والتعليم   | وجيه عويس             |
| 14 | وزارة الأشغال العامة والإسكان              | يحيى الكسبي                             | وزارة الأشغال العامة والإسكان                                | يحيى الكسبي           |
| 15 | وزارة التنمية الاجتماعية                   | وجيه طيب عزايـزة                        | وزارة التنمية الاجتماعية                                     | وجيه طيب عزايـزة      |
| 16 | وزارة الصحة                                | عبد اللطيف وريكات                       | وزارة الصحة                                                  | عبد اللطيف وريكات     |
| 17 | وزارة تطوير القطاع العام                   | خليف الخوالدة                           | وزارة تطوير القطاع العام                                     | خليف الخوالدة         |
| 18 | وزارة البيئة                               | ياسين الخياط                            | وزارة السياحة والآثار ووزارة البيئة                          | نايف حميدي الفايز     |
| 19 | وزارة السياحة والآثار                      | نايف حميدي الفايز                       | وزارة السياحة والآثار ووزارة البيئة                          | نايف حميدي الفايز     |
| 20 | وزارة الزراعة                              | أحمد آل خطاب                            | وزارة الزراعة                                                | أحمد آل خطاب          |
| 21 | وزارة المياه والري                         | محمد النجار                             | وزارة الشؤون البلدية ووزارة المياه والري                     | ماهر أبو السمن        |
| 22 | وزارة الشؤون البلدية                       | ماهر أبو السمن                          | وزارة الشؤون البلدية ووزارة المياه والري                     | ماهر أبو السمن        |
| 23 | وزير دولة لشؤون رئاسة الوزراء والتشريع     | كامل حامد السعيد                        | وزير دولة لشؤون رئاسة الوزراء                                | نوفان العجارمة        |
| 24 | وزارة الثقافة                              | صلاح جرار                               | وزير دولة لشؤون الإعلام ووزارة الثقافة                       | سميح المعايطة         |
| 25 | وزير دولة لشؤون الإعلام والاتصال           | سميح المعايطة                           | وزير دولة لشؤون الإعلام ووزارة الثقافة                       | سميح المعايطة         |
| 26 | وزارة التنمية السياسيـة                    | نوفان العجارمة                          | وزارة التنمية السياسية ووزارة الشؤون البرلمانية              | بسام حدادين           |
| 27 | وزارة الشؤون البرلمانية                    | شراري الشخانبة                          | وزارة التنمية السياسية ووزارة الشؤون البرلمانية              | بسام حدادين           |
| 28 | وزارة العمل                                | عاطف عضيبات                             | وزارة العمل                                                  | نضال قطامين           |
| 29 | وزير دولة                                  | يوسف الجازي                             |                                                              |                       |
| 30 | وزير دولة لشؤون المرأة                     | ناديا هاشم                              |                                                              |                       |

## الاستقالة
قدمت الحكومة استقالتها إلى الملك عبدالله الثاني في 27 يناير 2013. واستمرت في تصريف الأعمال إلى أن قبل الملك الاستقالة في 9 آذار 2013.